# Creugas bicuspis
Creugas bicuspis is een spinnensoort uit de familie van de loopspinnen (Corinnidae).
De wetenschappelijke naam van de soort werd in 1899 als Corinna bicuspis gepubliceerd door Frederick Octavius Pickard-Cambridge.